# Котохіра

Котохі́ра (яп. 琴平町, ことひらちょう, МФА: [kotoçiɾa t͡ɕoː]?) — містечко в Японії, в повіті Накатадо префектури Каґава. Розташоване в центральній частині префектури. Отримало статус містечка 1890 року. Площа становить 8,46 км². Станом на 1 липня 2012 року населення складало 9648  осіб, густота населення — 1140 осіб/км².   В населеному пункті розташовані святилище Котохіра, одна з найбільших культових споруд острова Шікоку.